# Dom Sierot

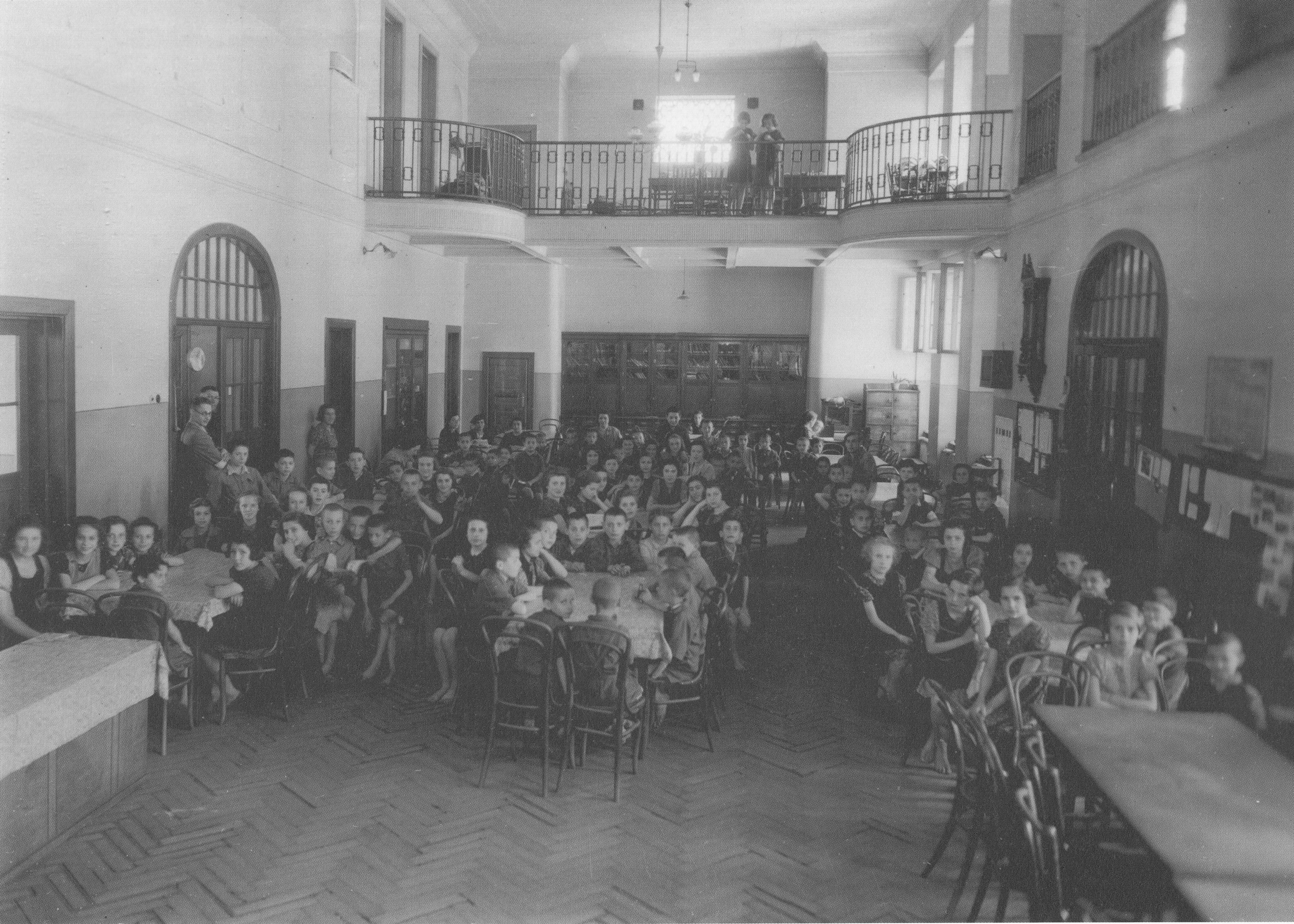
Waisenkinder des Dom Sierot in der Krochmalnastraße 92 (1940)

Das Dom Sierot (polnisch für Waisenhaus) ist ein im Jahr 1912 eröffnetes Waisenhaus unter Leitung des Pädagogen Janusz Korczak in Warschau für jüdische Kinder.

## Geschichte
Janusz Korczak übernahm 1911 die Leitung des nach ihm konzipierten und vom jüdischen Förderverein „Hilfe für Waisen“ finanzierten Warschauer Waisenhauses Dom Sierot. Am 7. Oktober 1912 zogen 85 teilweise verwahrloste Kinder in das große und sehr moderne Gebäude in der Krochmalnastraße 92 in Warschau. Korczak sah dies als Chance, neue pädagogische Methoden auszuprobieren. Er erhielt dafür Unterkunft und Verpflegung, jedoch keine Bezahlung. Tatkräftig unterstützt wurde er dabei von der ebenfalls unbezahlten Stefania Wilczyńska. Das Heim galt damals, gerade auch in Anbetracht der unmenschlichen Umstände in anderen Waisenheimen, als vorbildlich. Es  lockte, auch bedingt durch Korczaks Bekanntheit, internationalen Besuch an.
Nach dem Überfall Deutschlands auf Polen im Jahr 1939 wurden im Zuge der antisemitischen Ideologie der Nazis Warschauer Juden gezwungen, ins Ghetto zu ziehen. Dies galt Ende 1940 auch für Korczak und sein Waisenhaus. Gleich nach Beginn der Einnahme Warschaus durch das Nazi-Regime wurde jüdischen Kindern der Zugang zur Schule verboten. Belegt ist, dass ab dem 4. Dezember 1939 heimlich jüdische Kinder im Dom Sierot unterrichtet wurden, weil ihnen der Besuch öffentlicher Schulen verboten war.
Im August 1942 wurden im Rahmen der Aktionen zur sogenannten „Endlösung der Judenfrage“ die etwa 200 Kinder des Waisenhauses von der SS in das Vernichtungslager Treblinka gebracht. Obwohl Korczak wusste, dass dies den Tod bedeutete, wollte er die Kinder nicht im Stich lassen und bestand ebenso wie die Erzieherin Stefania Wilczyńska darauf mitzufahren. Er hatte bereits zuvor verschiedene Fluchtangebote aus dem Ghetto abgelehnt. Dort wurden sie vermutlich Anfang August vergast.
Insgesamt durchliefen etwa 500 Kinder das Dom Sierot. Nicht wenige von ihnen halfen als (junge) Erwachsene als Erzieher im Dom Sierot, z. B. der spätere Bildhauer Itzchak Belfer, und anderen Waisenhäusern, insbesondere im Ghetto.

## Selbstverwaltung
Der Korczak-Biograph Friedhelm Beiner schätzt, dass ab 1912 „...Selbstverwaltungshilfen und -methoden entwickelt und erprobt [wurden], die in Richtung einer demokratischen Erziehungsgemeinschaft zielen.“ Spätestens 1918 gab es bereits ein Parlament, eine Heimzeitung, Anschlagtafeln, ein Regelbuch, sowie „Maßnahmen zur Sicherung von Intimsphäre und Privateigentum“.

### Heimparlament
Das Heimparlament nannte Korczak Sejm (= Name des polnischen Parlaments). Korczak schrieb selbst dazu: 
„...Der Sejm hat zwanzig Abgeordnete. Fünf Kinder bilden einen Wahlkreis; wer vier Stimmen bekommen hat, wird Abgeordneter. Alle Kinder stimmen ab, aber Abgeordneter kann nur der werden, der nie eine Anzeige wegen Unehrlichkeit bekommen hat; den Unehrlichen (Diebstahl, Betrug) wird ein Recht auf Rehabilitierung zugestanden. Der Sejm bestätigt die Gesetze, die der Gerichtsrat [unklar wer der Gerichtsrat genau ist] erläßt, oder er lehnt sie ab. Der Sejm verabschiedet Beschlüsse über die außerordentlichen Kalendertage und spricht jemandem das Recht auf eine Erinnerungspostkarte [Für Arbeiten für die Gemeinschaft bekamen Kinder thematisch passend bebilderte Postkarten geschenkt; für die Waisenkinder von großem (materiellem) Wert!] zu. Wenn der Sejm mächtig genug ist, über die zwangsweise Entfernung eines Zöglings aus der Anstalt zu entscheiden, sollte er danach streben, daß auch die Aufnahme neuer Kinder und die Entlassung Älterer, ja sogar des Personals – von seiner Entscheidung abhängt. Dabei ist Vorsicht geboten; die Grenzen der Kompetenz des Sejms dürfen nur langsam erweitert werden; es kann zahlreiche Beschränkungen und Vorbehalte geben, aber diese müssen deutlich und offen formuliert werden. Nur so können wir Wahlen durchführen und vermeiden, dass die Selbstverwaltung zur Spielerei wird und wir uns selbst und die Kinder in die Irre führen. Ein derartiges Spiel wäre geschmacklos und schädlich zugleich.“

### Kameradschaftsgericht
Dem Kameradschaftsgericht standen Schülerrichter vor, die per Los unter allen Heimbewohnern gewählt wurden, welche in jüngster Vergangenheit nicht selbst verurteilt worden waren. Angeklagt werden konnten sowohl Kinder als auch Erzieher. Das Gericht war laut Korczak trotz zahlreicher Schwächen ein großer Erfolg. Viele Kinder zeigten sich demnach freiwillig an und im ersten Jahr wurden insgesamt 3500 Fälle bearbeitet. Eine Gerichtszeitung informierte regelmäßig über Fälle, Verfahren und Urteile.
Das Gericht urteilte nach einigen Erprobungsjahren auf Grundlage von Bestimmungen des Gerichtsrates, der in unklaren Fällen den Prozess übernahm. Außerdem konnten Erwachsene ebenso wie Kinder angezeigt werden. Korczak berichtet beispielsweise von 5 Selbstanzeigen seinerseits.

Korczak war überzeugt: „Das Kameradschaftsgericht (auch Kollegialgericht genannt) sichert das Recht des Kindes auf Einspruch und Anklage, auf Konfliktbearbeitung und auf eine faire Rechtsprechung.“ Grundlage des Gerichts war ein Kodex, der aus 109 Paragraphen bestand, die den Spielraum des Gerichts definierten, wobei ein Teil der Paragraphen verzeihend war, ein Teil bestrafend. Das vorangestellte Motto des Gerichts lautete: 
„Wenn einer etwas Böses getan hat, so ist es am besten, ihm zu verzeihen und zu warten, bis er sich bessert. Aber das Gericht muss die Stillen beschützen, damit die Starken ihnen nicht das Leben schwermachen [...] Es wacht darüber, daß der Große dem Kleinen nichts antut und der Kleine den Älteren nicht stört; daß der Gescheite den Dümmeren nicht ausnutzt und sich nicht über ihn lustig macht; daß der Zänkische die anderen nicht quält oder daß auch er nicht schikaniert wird; daß der Fröhliche keine dummen Witze über die Traurigen macht. Das Gericht muss darauf bedacht sein, daß jeder hat, was er braucht, daß es keine Unglücklichen und Verärgerten gibt...“
Einige Kinder beschwerten sich anfangs allerdings bei Korczak über die laschen Urteile und auch er gab zu, dass das pädagogische Experiment „Kameradschaftsgericht“ noch nicht ausgereift gewesen sei. Insbesondere am Anfang erschienen Richter nicht vor Gericht, prügelten sich oder gaben zu lasche Strafen gegen ihre Freunde, während andere Kinder jede Kleinigkeit anzeigten (Korczak sprach von Prozesssucht), gar nicht zum Gerichtstermin kamen oder ihre Strafe einfach ignorierten.

## Korczak's Orphans
Korczak's Orphans ist eine Oper in drei Akten komponiert von Adam B. Silverman mit Libretto von Susan Gubernat. Mehrere Opernhäuser haben die Oper aufgeführt, darunter die Opera Company of Brooklyn (OCB), das Lebanon Opera House in New Hampshire oder die New York City Opera.